# Butte (Montana)
Butte é uma cidade-condado consolidada localizada no estado americano do Montana, no Condado de Silver Bow. Em Butte fica a antiga mina Berkeley Pit, hoje uma depressão gigante.

## Geografia
De acordo com o United States Census Bureau, a cidade tem uma área de 1 862 km², onde 1 861 km² estão cobertos por terra e 1,5 km² por água.

## Demografia
Segundo o censo nacional de 2010, a sua população é de 34 200 habitantes e sua densidade populacional é de 18,4 hab/km². É a quinta cidade mais populosa do Montana. Possui 16 717 residências, que resulta em uma densidade de 8,98 residências/km².